# RAF Camora
Cet article possède un paronyme, voir Camora.
RAF Camora, de son vrai nom Raphael Ragucci, né le 4 juin 1984 à Vevey (Suisse), est un rappeur et producteur de dancehall et hip-hop suisso-autrichien, résidant à Berlin en Allemagne.

## Biographie
Né dans le canton de Vaud d'un père autrichien originaire du Vorarlberg et d'une mère italienne, Raphael Ragucci arrive enfant à Vienne et grandit dans le quartier de Fünfhaus. À 14 ans, il commence à rapper en français et produit ses premiers beats. L'année suivante, il fugue et passe un an dans les rues viennoises. Il fonde avec un ami d'origine polonaise un crew Rapatoi. Il commence à se faire un nom sur la scène autrichienne. Le crew se sépare un an et demi après sa formation. À 17 ans, il entre en contact avec le crew French Connection. Plus tard, il fait partie du groupe francophone Assaut Mystik. Comme il ne se considère pas comme un membre de la scène du hip-hop allemand, il décide de rapper seulement en français.
Il rencontre le rappeur Joshi Mizu. Ils fondent le groupe Balkan Express, apparaissent au festival Splash (de), puis se séparent. RAF Camora créé le groupe Family Bizz qui participe au Life Ball (de) qui se dissout aussi tout de suite après. En 2006, il produit et publie son street album Skandal. Dans le même temps, sort City Cobra, le premier album de Chakuza, où il produit plusieurs beats et apparaît sur la chanson-titre. En 2008, il publie une mixtape, Therapie vor dem Album, en attendant de sortir son album solo. Nächster Stopp Zukunft sort le 13 novembre 2009. Suivent un autre album en 2010, Artkore, en collaboration avec Nazar et une mixtape, Therapie nach dem Album, avec des collaborations de Marc Reis (de), Nazar, Chakuza, Manuellsen (de), JokA (de), MoTrip (de), Silla, D-Bo (de), et Konshens.
En janvier 2010, il prend le pseudonyme de RAF 3.0. Il signe avec le label viennois Irievibrations Records avec lequel il publie un album reprenant ce pseudonyme, RAF 3.0, comme titre en février 2012. Il y fait participer Sizzla, Konshens et Marteria. L'album atteint la septième place des ventes en Allemagne. Il publie ensuite des mixtapes et des instrumentaux. En décembre 2010, il publie une mixtape intitulée Inédit, contenant des chansons datant d'entre 2003 et 2010.
Le 5 juillet 2013, sort son second album Hoch 2 sous le nom de RAF 3.0. L'album atteint la première place des ventes en Allemagne. Il travaille ensuite avec Chakuza ; le duo sort l'album Zodiak. En mai 2014, il remporte un Amadeus Award dans la catégorie « Hip-hop / RnB ».
Le 15 avril 2016, RAF Camora publie son quatrième album, Ghøst, qui atteint la troisième place des ventes en Allemagne et la sixième en Autriche. Il sort ensuite, deux autres albums solos, Anthrazit et Zenit et un deuxième album avec Bonez MC, Palmen aus Plastik 2. Dans son album Zenit, RAF Camora fait ses adieux au monde du rap.
Le 16 juillet 2021, il fait son retour dans le rap avec la sortie de son album Zukunft qui se classera deuxième des albums de 2021 en Autriche. Son single Blaues Licht, avec Bonez MC, connaît un énorme succès et dépasse les 100M de streams sur Spotify, faisant de celui-ci, le 3ème son le plus écouté de RAF Camora. Il a ensuite sorti, en avril 2022, 5555 disques d'or de cet album sous forme de NFT, intitulés "Planet Camora".
Le 09 septembre 2022, RAF Camora dévoile son troisième album en collaboration avec Bonez MC, Palmen aus Plastik 3, incluant notamment les singles Sommer, Letztes Mal ou encore Taxi en featuring avec Gzuz.

## Discographie

### Albums studio
- 2009 : Nächster Stopp Zukunft
- 2012 : RAF 3.0
- 2013 : Hoch 2
- 2016 : Ghøst
- 2017 : Anthrazit
- 2019 : Zenit
- 2021 : Zukunft
- 2023 : XV

### Albums en collaboration
- 2003 : Assaut Mystik & Balkan Express (avec Family Bizz)
- 2010 : Artkore (avec Nazar)
- 2014 : Zodiak (avec Chakuza et Joshi Mizu)
- 2016 : Palmen aus Plastik (avec Bonez MC)
- 2018 : Palmen aus Plastik 2 (avec Bonez MC)
- 2022 : Palmen aus Plastik 3 (avec Bonez MC)

### Singles
- 2009 : Össi Ö (Nazar feat. Chakuza et RAF Camora)
- 2011 : Kein Morgen (Nazar feat. Sido et RAF 3.0)
- 2011 : Jeder Tag 3.0
- 2011 : Glücklich (D-Bo feat. RAF Camora)
- 2011 : Roboter
- 2012 : Fallen (feat. Nazar)
- 2012 : Wie kannst du nur
- 2012 : Von einem anderen Stern (Vega (de) feat. RAF Camora & MoTrip)
- 2013 : Träumer (Evol Pt. 3)
- 2013 : Schwarze Sonne (feat. Prinz Pi und Vega)
- 2016 : Ghøst
- 2016 : NOAH
- 2016 : Dämonen
- 2016 : Geschichte (feat. Bonez MC)
- 2016 : So lala
- 2016 : Palmen aus Plastik (avec Bonez MC)
- 2016 : Ruhe nach dem Sturm (avec Bonez MC)
- 2016 : Mörder (avec Bonez MC feat. Gzuz)
- 2016 : Ohne mein Team (avec Bonez MC feat. Maxwell)
- 2016 : Palmen aus Gold (avec Bonez MC)
- 2016 : An ihnen vorbei (avec Bonez MC)
- 2017 : Kontrollieren (feat. Bonez MC, Gzuz & Maxwell)
- 2017 : Alles probiert (feat. Bonez MC)
- 2017 : Bye, Bye
- 2017 : Andere Liga
- 2017 : Primo
- 2017 : Verkauft (feat. Bausa)
- 2017 : Sag Nix
- 2017 : Gotham City
- 2017 : In meiner Wolke
- 2017 : Turbo
- 2018 : Corleone
- 2018 : Maserati
- 2018 : 500 PS (avec Bonez MC)
- 2018 : Risiko (avec Bonez MC)
- 2018 : Kokain (avec Bonez MC feat. Gzuz)
- 2018 : In meiner Zone 2.0
- 2019 : Neptun (avec KC Rebell)
- 2019 : Vendetta
- 2019 : Adriana
- 2019 : Puta Madre (feat. Ghetto Phénomène)
- 2019 : Fratello (feat. Ghetto Phénomène)
- 2019 : Sag ihnen 2
- 2019 : 100% (avec Senidah)
- 2020 : Maschine (avec The Cratez)
- 2021 : Petrouchka (Remix) (avec Soso Maness et PLK)
- 2022 : Criminal (avec Jala Brat et Buba Corelli)
- 2022 : Mein Planet